# 汉茂陵

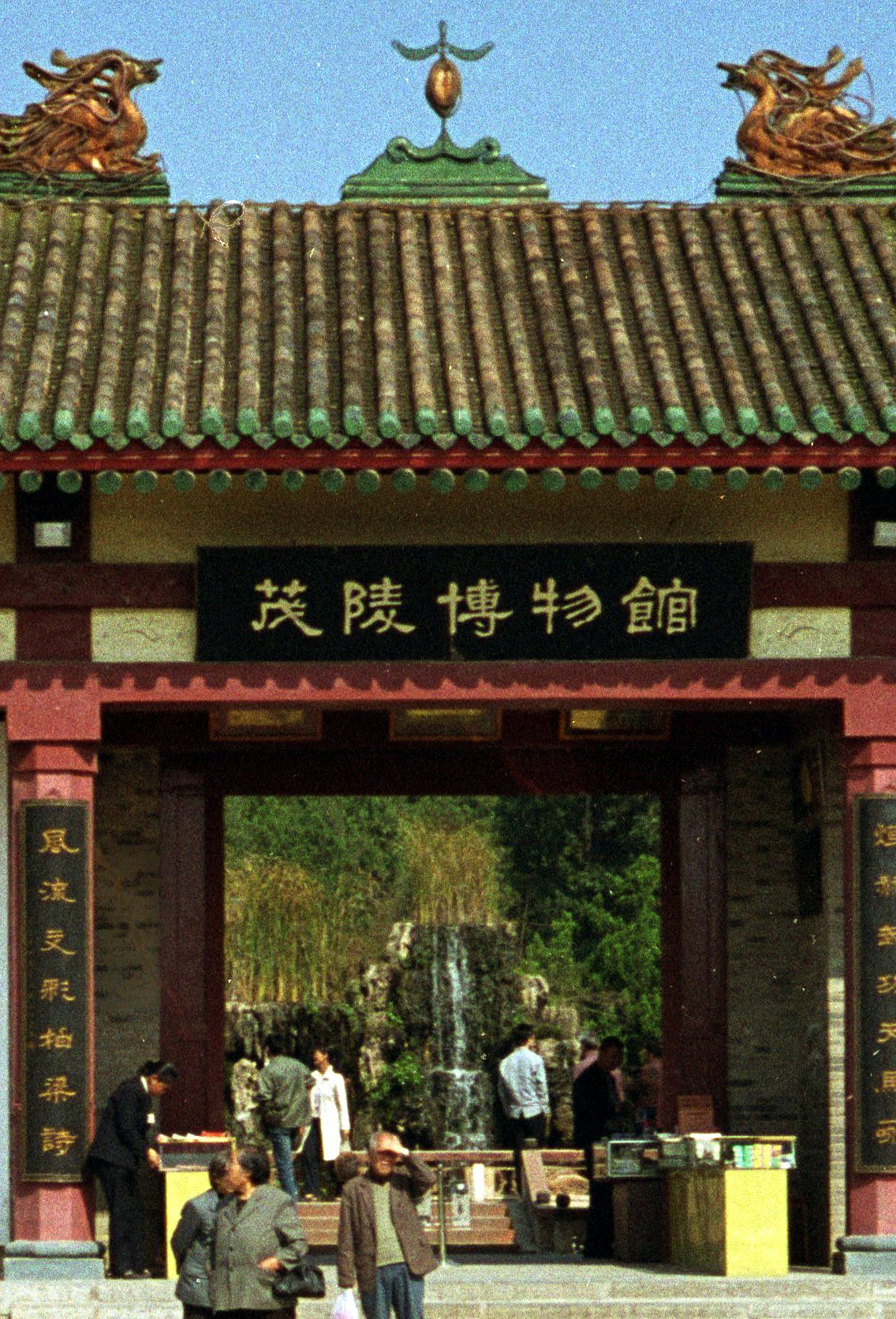
茂陵博物馆

茂陵是汉武帝的陵墓，是规模最大的西汉帝王陵，也是西汉五陵之一。所在地原属汉代槐里县茂乡，故称茂陵。陪葬霍去病墓及大型石刻群。
它位于陕西省咸阳市区与兴平市之间的五陵塬上，属咸阳，距西安约40公里，陵的封土，略呈方锥体形，平顶。现建有茂陵博物馆，是西汉断代史博物馆，馆藏文物量多质优，国宝级14件，且风景优美。
茂陵周围还有霍去病、卫青、李夫人、霍光、金日磾、公孙弘、阳信公主、上官桀等人的墓地。霍去病墓和汉武帝茂陵一起是第一批全国重点文物保护单位。

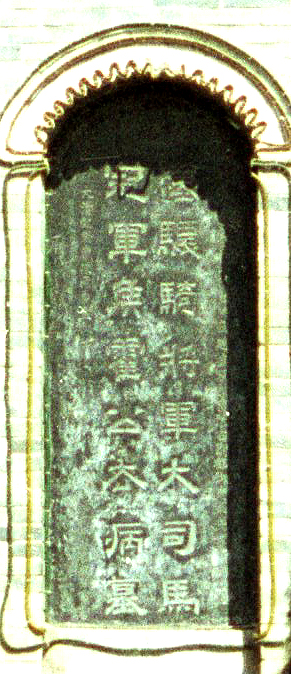
茂陵霍去病墓
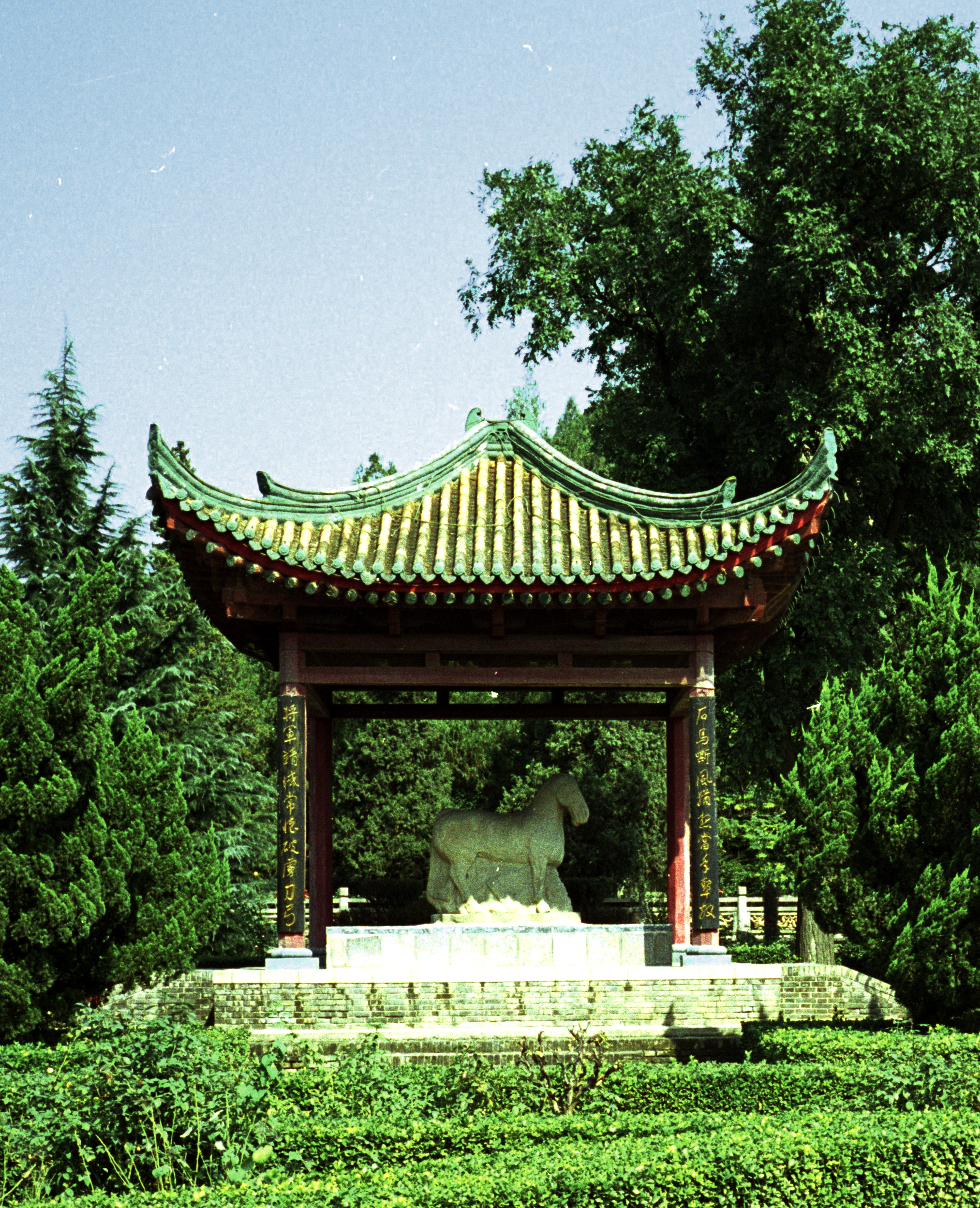
茂陵马踏匈奴石雕